# Indicator exilis
Indicator exilis là một loài chim trong họ Indicatoridae.